# Verein für corpsstudentische Geschichtsforschung
Der Verein für corpsstudentische Geschichtsforschung ist ein akademischer Geschichtsverein, der sich der Hochschul- und Studentengeschichte widmet. Im Mittelpunkt steht die Geschichte der Corps und sonstigen Studentenverbindungen in Mitteleuropa. Mit knapp 1.100 Mitgliedern (Juni 2022) gehört er zu den größten Vereinigungen seiner Art.

## Geschichte und Aufgabe
Der Verein wurde 1955 von den späteren Ehrenvorsitzenden Erich Bauer und Robert Paschke gegründet. Er setzte sich zum Zweck, „die Kulturgeschichte der deutschen Hohen Schulen und ihrer akademischen Bürger, insbesondere die Geschichte der deutschen Corps zu erforschen und die Ergebnisse zu veröffentlichen“. Außerdem sollte er die corpsstudentischen Sammlungen im Institut für Hochschulkunde an der Universität Würzburg fördern und die an diesen Aufgaben interessierten Kreise zusammenführen. Obgleich von Alten Herren des Kösener Senioren-Convents-Verbandes (KSCV) gegründet, legte der VfcG von Anbeginn an Wert darauf, dass die Mitgliedschaft nicht an die Zugehörigkeit zu einem studentischen Verband oder einer studentischen Korporation gebunden ist. Das gilt auch für die Autoren des Jahrbuchs Einst und Jetzt und bedingt ein weites Themenspektrum aus der gesamten Studentengeschichte einschließlich Belletristik, Kunst und Quellenforschung. Die öffentlichen Jahrestagungen finden alljährlich am Mittwoch vor Pfingsten auf der Rudelsburg bei Bad Kösen statt.

## Einst und Jetzt
Seit seiner Gründung hat der Verein 68 Bände und 16 Sonderhefte und Sonderbände seines Jahrbuchs Einst und Jetzt herausgegeben, 23 Bände und 3 Sonderbände unter der jetzigen Schriftleitung. Das Jahrbuch ist in zahlreichen wissenschaftlichen Bibliotheken zugänglich. Die Beiträge thematisieren studentisches Brauchtum, Studentenlieder, Mensur und Duell, Heraldik, Bildende Kunst und Belletristik, Architektur, Denkmäler und Quellen (Stammbücher, Archivbestände der Korporationen und Hochschulen). Biographien, Kultur-, Sozial- und Zeitgeschichte (Aufklärung, Nationalbewegung, Weimarer Republik, Drittes Reich) im studentischen Kontext des Korporationslebens rücken immer mehr in den Vordergrund. Universitäts- und Studentengeschichte der frühen Neuzeit und Moderne – auch am Rande des deutschen Kulturkreises (Baltikum, Polen, Böhmen und Mähren, Ungarn, Spanien, Vereinigte Staaten) – fanden von jeher Eingang in die Jahrbücher. Viele Autoren sind Fachhistoriker oder vertreten seltene Spezialgebiete. 2013 erschien der inzwischen vergriffene Sonderband Blätter der Erinnerung (Schmiedeberg). In Band 61 (2016) liegt – fokussiert durch das Institut für Hochschulkunde an der Universität Würzburg – ein Schwerpunkt auf dem bisher zu wenig beachteten Thema der jüdischen Korporationen im einstigen deutschen Sprachraum.

## Autoren
- Albin Angerer
- Rainer Assmann
- Karsten Bahnson
- Werner Barthold
- Hans-Joachim Bartmuß
- Richard Bayer
- Martin Biastoch
- Ernst Biesalski
- Bruno Boesch
- Karl Bosl
- Tobias C. Bringmann
- Friedhelm Brusniak
- Hermann Butzer
- Ludwig Denecke
- Otto Deneke
- Ernst Georg Deuerlein
- Robert Develey
- Karl Dienst
- Martin Dossmann
- Paul Ehinger
- Friedrich Wilhelm Euler
- Gregor Gatscher-Riedl
- Erich Geldbach
- Stefan Gerber
- Roland Girtler
- Paulgerhard Gladen
- Gerhard G. Habermehl
- Peter Hauser
- Kurt Heinrichs
- Jürgen Herrlein
- Friedrich Hielscher
- Hermann Hobrecker
- Henning Hoffsten
- Henner Huhle
- Erhard Jöst
- Heiner Jüttner
- Peter Kaupp
- Bernd-Rüdiger Kern
- Hans-Otto Keunecke
- Jürgen Kloosterhuis
- Günther Knecht
- Hans-Reinhard Koch
- Rudolf Körner
- Wilhelm Kohlhaas
- Manfred Komorowski
- Peter Ferdinand Krause
- Stefan Kummer
- Raimund Lang
- Walter Lange
- Paul Georg Lankisch
- Peter Lindemann
- Harald Lönnecker
- Robert von Lucius
- Herbert Lüthy
- Hans Christhard Mahrenholz
- Franz Mayer
- Andreas Mettenleiter
- Otto Meyer
- Georg Meyer-Erlach
- Andreas Mölzer
- Dieter Mronz
- Michaela Neubert
- Herbert Neupert
- Helmut Plath
- Martin Rackwitz
- Fritz Ranzi
- Alexander Rauchfuss
- Walter Richter[4]
- Hermann Rink
- Hermann Sand
- Herbert Scherer
- Georg Schmidgall
- Arno Schmidt
- Friedrich Eberhard Schnapp
- Berent Schwineköper
- Harald Seewann
- Lothar Selke
- Adolf Siegl
- Sebastian Sigler
- Bernhard Sommerlad
- Paul Ssymank
- Franz Stadtmüller
- Friedrich Stahler
- Matthias Stickler
- Fritz Timme
- Wilhelm Tochtermann
- Wolfgang Wachtsmuth
- Richard Walzel
- Fritz Weigle
- Egbert Weiß
- Carl-August Witt
- Ernst Ziegler
- Marc Zirlewagen
- Heinz Zirnbauer

## Vorstände
Zum erweiterten Vorstand gehören ein Beauftragter für die umfängliche Silhouettensammlung und zwei Beiräte.

### Vorsitzende
- 1956–1968 Erich Bauer Rhenaniae Tübingen EM, Lusatiae Leipzig EM, Borussiae Halle
- 1969–1982 Robert Paschke Bavariae Erlangen
- 1983–1996 Herbert Kater Makaria-Guestphaliae, Budissae, Neoborussiae Berlin[6]
- 1996–2003 Rolf-Joachim Baum Bavariae Würzburg
- 2004–2009 Rudolf Wohlleben Alemanniae Karlsruhe, Franconiae Berlin, Franco-Guestphaliae
- 2009–2022 Rüdiger Döhler Masoviae
- seit 2023 Martin Dossmann Guestphalia Bonn, Isaria, Rhenania Freiburg

### Schriftleiter
Das Jahrbuch wurde bislang von sechs Schriftleitern herausgegeben:
- 1956 Erich Bauer
- 1969 Robert Paschke
- 1976 Adolf Julius Fillibeck Sueviae München
- 1980 Ernst Meyer-Camberg Onoldiae
- 1985 Wolfgang Gottwald Sueviae München
- seit 1998 Hans Peter Hümmer Onoldiae

### Schatzmeister
Seit seiner Gründung hatte der Verein sieben Kassenleiter/Schatzmeister.